# Code 39

Simulación del código Code 39.

Code 39 es un código de barras capaz de representar letras mayúsculas, números y algunos caracteres especiales, como el espacio. Posiblemente, el inconveniente más grave de este código es su baja densidad de información pues se requiere más espacio para codificar datos en Code 39 que, por ejemplo, en Code 128. Esto significa que resulta dificultoso etiquetar objetos demasiado pequeños con este código. A pesar de eso, este código es ampliamente utilizado y puede ser interpretado por casi cualquier lector de códigos de barras.[cita requerida]

Code 39 Characters

Code 39 (o Code 3 of 9) es el código de barras que se utiliza de manera más habitual en aplicaciones personalizadas. Se utiliza muy a menudo porque:
- Admite tanto texto como números (A-Z, 0-9, +, -, ., y <espacio>).
- Puede ser leído por casi cualquier lector de código de barras con su configuración predeterminada.
- Es, dentro de los códigos de barras modernos, uno de los más antiguos.

El propio código de barras no incluye un dígito de comprobación (en contraste con, por ejemplo, Code 128), pero se puede considerar de "auto-comprobación", sobre la base de que una sola barra erróneamente interpretada no puede generar un carácter válido.
Code 39 es un código de barras con una anchura variable y puede admitir cualquier número de caracteres que pueda leer el lector. Se utiliza principalmente en especificaciones militares y gubernamentales.
En la simbología Code 39 se descodifica cada carácter de modo independiente y, por lo tanto, es propensa a ocasionar errores por sustitución (cambiar B por 7, por ejemplo) si la impresión de los códigos no es adecuada. Se recomienda el uso de dígito de comprobación, en la modalidad Code 39 Módulo 43. Hay también que activar la comprobación de tal dígito en el lector de códigos de barras para validar la lectura.